# چل‌هرو ملاقباد
چل‌هرو ملاقباد، روستایی از توابع بخش اندیکا شهرستان مسجدسلیمان در استان خوزستان ایران است.	

## جمعیت
این روستا در دهستان للر و کتک قرار دارد و براساس سرشماری مرکز آمار ایران در سال ۱۳۸۵، جمعیت آن زیر سه خانوار بوده‌است.